# Celestino Pinho
Celestino Duarte Pinho Dias (Espinho, 2 januari 1984) is een Portugees voormalig wielrenner. Hij was beroepsrenner tussen 2005 en 2010.

## Erelijst
2010
Eindklassement Ronde van Albufeira
2012
1e etappe (deel A, TTT) Volta as Comarcas de Lugo